# Podstene pri Kostelu
Podstene pri Kostelu – wieś w Słowenii, w gminie Kostel. W 2018 roku liczyła 2 mieszkańców.